# Eremogeton
Eremogeton é um género botânico pertencente à família Scrophulariaceae.